# Ludwig von der Schleuse
Ludwig Adolf Leberecht von der Schleuse (* 21. Dezember 1782 in Tilsit; † 17. April 1845 in Stettin) war ein preußischer Generalmajor und 2. Kommandant der Festung Stettin.

## Leben

### Herkunft
Die Familie von der Schleuse soll aus Österreich stammen. Ludwig war der Sohn des Akziseinspekteurs von Tilsit Christian Jakob Daniel von der Schleuse und dessen Ehefrau Hanna Dorothea, geborene Weber (* 1764). Sein Bruder Daniel Gottlob starb 1813 als Kapitän an den Folgen seiner in der Schlacht bei Möckern erlittenen Verwundung.

### Militärkarriere
Schleuse besuchte das Gymnasium in Tilsit und anschließend das Kadettenhaus in Kulm. Am 13. März 1798 wurde er als Gefreitenkorporal im Infanterieregiment „von Schöning“ der Preußischen Armee angestellt. Mit der Beförderung zum Sekondeleutnant kam er am 8. Mai 1803 zum Grenadierbataillon „von Below“, das aus den Grenadierkompanien der Regimenter „von Brünneck“ und „von Schöning“ formiert wurde. Während des Vierten Koalitionskrieges nahm Schleuse am Bombardement von Thorn, an der Schlacht bei Preußisch Eylau und am Gefecht bei Königsberg teil.
Nach dem Frieden von Tilsit schenkte ihm der russische Kaiser Alexander I. am 12. Mai 1808 eine goldene Uhr für seine Leistungen im Feldzug von 1807. Am 5. August 1809 kam Schleuse als Premierleutnant in das 2. Ostpreußische Infanterie-Regiment und avancierte  im Dezember 1812 zum Stabskapitän. Während der Befreiungskriege erwarb er bei Luckau das Eiserne Kreuz II. Klasse. Am 24. September 1813 wurde er dann Hauptmann und Kompaniechef. Er kämpfte in der Schlacht an der Katzbach, wurde bei Leipzig verwundet und mit dem Orden des Heiligen Wladimir IV. Klasse ausgezeichnet. Außerdem nahm Schleuse an den Kämpfen bei Wartenburg, Löwenberg, Goldberg, Hochkirch, Bischofswerda, Laon, Chalons-sur-Marne, Saint-Dizier, La Chaussee, Chateau-Thierry, Mery-sur-Seine und Meaux teil.
Nach dem Krieg wurde er am 10. Juli 1817 zum Major befördert und am 1. September 1817 zum Kommandeur des I. Bataillons ernannt. In dieser Stellung avancierte er am 30. März 1832 mit Patent vom 26. April 1832 zum Oberstleutnant und wurde am 20. Juli 1834 als 2. Kommandant nach Stettin versetzt. Kurz darauf wurde Schleuse dem 3. Infanterie-Regiment aggregiert. Am 30. März 1835 folgte mit Patent vom 6. April 1835 die Beförderung zum Oberst und als solcher erhielt Schleuse anlässlich des Ordensfestes 1839 den Roten Adlerorden III. Klasse mit Schleife. Mit seinem bisherigen Gehalt und Patent vom 7. April 1842 wurde er am 30. März 1842 zum Generalmajor befördert. Krankheitsbedingt nahm Schleuse am 8. März 1845 seinen Abschied mit einer jährlichen Pension von 1750 Talern. Er starb bereits am 17. April 1845 in Stettin.

### Familie
Schleuse heiratete am 21. Oktober 1814 in Berlin Emilie Philippine Charlotte Johanna Scheurich (1789–1852), Stieftochter des Generals Johann von Schmidt  und Tochter des Kammergerichtssekretärs Scheurich. Das Paar hatte mehrere Kinder:
- Adelheid Emilie Henriette Amalie (1816–1849) ⚭ 1836 Wilhelm von Schmidt (1799–1867), preußischer Generalleutnant[2]
- Maria Hanna Antoinette (1819–1870) ⚭ Bernhard Jesko Ludwig Moritz von Puttkamer (1811–1849), Hauptmann